# Dansk Kosmetologforening
Dansk Kosmetologforening (forkortet DKF) er en dansk brancheforening for kosmetologer, kosmetikere, negleteknikere, vippeteknikere, make-up-artister, mikropigmentister, stylister, beautykonsulenter, spa- og wellnessudbydere, samt udvalgte kosmetikkæder. Foreningen blev stiftet i 1957 og har cirka 1.200 medlemmer (2013).
DKF udgiver fagbladet Esthetique, der udkommer fem gange årligt. Bladet dækker skønhed i bred betydning, og faste stofområder er blandt andet nyheder fra forskningen, ingredienser, behandlinger og beautytrends, men også arbejdsglæde, forretningsudvikling og navnestof. Redaktør er Anne Absalonsen.
Foreningen akkrediterer på vegne af den internationale organisation CIDESCO. Formanden Diana Sommer.